# Batalla de Sant Esteve d'en Bas
La batalla de Sant Esteve d'en Bas fou un fet d'armes esdevingut el 10 de març del 1695 en el front català de la guerra dels Nou Anys. Fou disputada entre una columna d'infanteria regular francesa conduïda pel general de brigada Urbain Le Clerc de Juigné, governador de Castellfollit de la Roca, una plaça forta no gaire distant que havia estat ocupada pels francesos, i setze companyies de miquelets i un escamot de camperols armats sota el comandament del veguer de Vic, Ramon Sala i Saçala. Els catalans interceptaren els francesos de camí cap a Sant Esteve d'en Bas, que els invasors pretenien cremar per la negativa dels vilatans a pagar contribucions de guerra, i gairebé els anihilaren del tot en un seguit de dues conteses.
La primera topada, la més sanguinolenta, es produí al bosc de Malatosquera i el pont de Sant Roc, on els francesos patiren 500 baixes entre morts i ferits. Juigné i les seves tropes vençudes fugiren a Olot, on es feren forts en un convent. Els catalans calaren foc a l'edifici i els francesos no tingueren més remei que rendir-se. Els miquelets i camperols menats per Sala i Saçala mataren 260 francesos i en capturaren 826 a canvi de set morts i cinc ferits. Juigné fou un dels primers a caure presos. Unes setmanes més tard, tropes hispàniques, miquelets i camperols bloquejaren les guarnicions franceses de Castellfollit de la Roca i Hostalric. Al juliol, davant de la impossibilitat de defensar-les, els comandants francesos ordenaren l'enderroc de les fortificacions abans d'evacuar-les.